# Västernorrlands län
Västernorrlands län (provincie Västernorrland) is een provincie in het noorden van Zweden. Ze grenst aan de provincies Gävleborgs län, Jämtlands län en Västerbottens län en ligt aan de Botnische Golf. De hoofdstad is Härnösand.
De oppervlakte van de provincie bedraagt 21.678 km², wat 5,3% van de totale oppervlakte van Zweden is. Västernorrlands län telde in 2021 244.408 inwoners.

## Gemeenten
In Västernorrlands län liggen de volgende gemeenten:
| - Ånge - Härnösand - Kramfors | - Örnsköldsvik - Sollefteå | - Sundsvall - Timrå |

## Bestuur
Västernorrlands län heeft, zoals alle Zweedse provincies, een meerduidig bestuur. Binnen de provincie vertegenwoordigt de landshövding de landelijke overheid. Deze heeft een eigen ambtelijk apparaat, de länsstyrelse. Daarnaast bestaat de landsting, dat feitelijk een eigen orgaan is naast het län, en dat een democratisch bestuur, de landstingsfullmäktige, heeft dat om de vier jaar wordt gekozen.

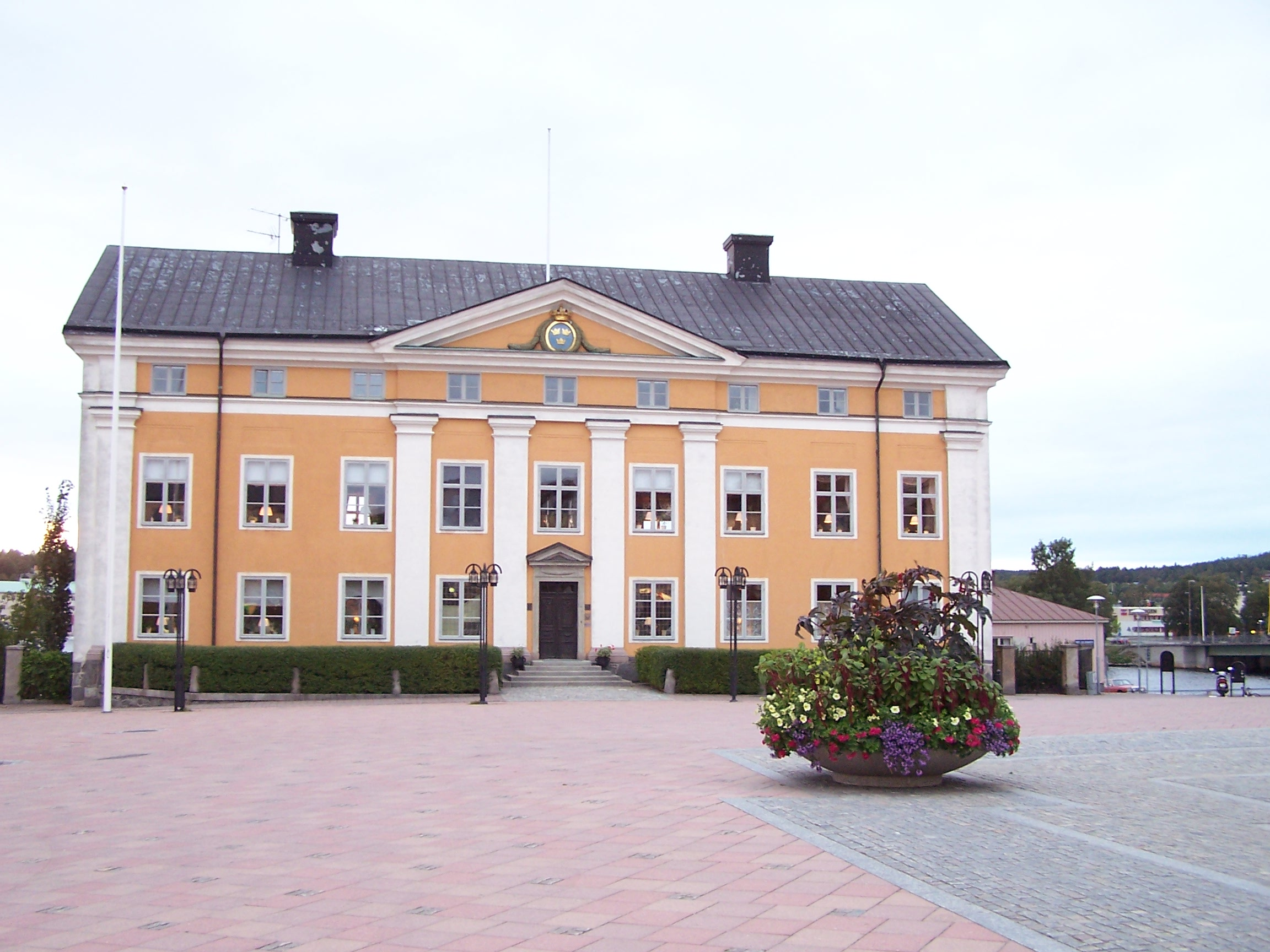
Residentie van Västernorrlands län in Härnösand

### Landshövding
De vertegenwoordiger van de rijksoverheid in Västernorrlands län is sinds april 2018 Berit Högman van de Arbeiderspartij.

### Landsting
De Landsting, formeel Västernorrlands län landsting, wordt bestuurd door de landstingsfullmäktige die sinds 1976 uit 77 leden bestaat. Door de landstingfullmäktige wordt een dagelijks bestuur, de landstingsstyrelsen, gekozen. Hierin heeft de meerderheid, bestaande uit de Arbeiderspartij, Liberalen en Moderaterna, 8 leden en de oppositie 7 leden.
Bij de laatste verkiezingen, in 2018, was de zetelverdeling in de landstingsfullmäktige:
- Vänster (V): 8 zetels
- Arbeiderspartij (S): 28 zetels
- Sverigedemokraterna (SD): 8 zetels
- Sjukvårdspartiet Västernorrland (SJVP): 7 zetels
- Centrum (C): 8 zetels
- Liberalerna (L): 3 zetels
- Christendemocraten (KD): 5 zetels
- Moderaterna (M): 10 zetels

Blekinge län · Dalarnas län · Gävleborgs län · Gotlands län · Hallands län · Jämtlands län · Jönköpings län · Kalmar län · Kronobergs län · Norrbottens län · Örebro län · Östergötlands län · Skåne län · Södermanlands län · Stockholms län · Uppsala län · Värmlands län · Västerbottens län · Västernorrlands län · Västmanlands län · Västra Götalands län